# Santa Cruz de la Salceda
Santa Cruz de la Salceda – gmina w Hiszpanii, w prowincji Burgos, w Kastylii i León, o powierzchni 25,86 km². W 2011 roku gmina liczyła 169 mieszkańców.